# Андре Дюшен
Андре Дюшен (фр. André Duchesne; 1584 — 30 травня 1640) — французький королівський історіограф, генеалог, друкар, перекладач часів Французького королівства, «батько французької історії».

## Життєпис
Походив з дрібного шляхетського роду Дюшен з Турені. Молодший син Таннегі-Габріеля Дюшена, сеньйора Сансон'є, і Жанни де Бодрі. Народився 1584 року в Л'Іль-Бушар. 1594 року вступив до бенедиктинської монастирської школи в Лудені. Потім навчався в школі єзуїтів Бонкур в Парижі.
Присвятив себе історико-географічним дослідженням. Першу свою працю випустив в 1601 році. Також зацікавився питанням моралі та честі. 1605 року випустив працю «Кабеніт дам» щодо того, що таке краса, витонченість, гарний смак. Зацікавився генеалогією шляхти та королівської родини.
1613 року призначений королівським географом, тобто державним науковцем, якому підпорядковувалися бібліотекарі та архівісти. 1616 року на замовлення Марії деЛа Рошфуко, абатиси монастиря Параклет, друком випускає твори П'єра Абеляра. Це стало першим друкованим виданням цього мислителя. 1617 року встановив посади географів кожної з французьких провінцій. Також Андре Дюшен запропонував створення масштабної історії Франції (Historiae Francorum scriptores). Тому призначається офіційним історіографом з річною платнею 2400 ліврів.
1631 року створює генеалогію кардинала Рішельє. У 1632 року завершив історію Франції. 1635 року його пенсіон було збільшено до 3 тис. екю. Того ж року овдовів й знову одружився. 1640 року під час подорожі біля міста Бур-ла-Рен розчавлений задньою маточиною візка, невдовзі він помирає в Парижі від вісцерального крововиливу під час транспортування додому.

## Творчість
Дюшен сприймав історію Франції як історію французьких королів, інститутів, посадових осіб, французької церкви, аристократії і шляхти. Коло його інтересів охоплювало різні галузі французької історії, а тематика його робіт і їхній зміст відповідали завданням і цілям державної політики, сприяли формуванню етнокультурної ідентичності французів, органічно вписуючись в логіку розвитку французької культури.
У більшості випадків на перших сторінках своїх праць А. Дюшен приводив короткий огляд джерел, з якими працював, із зазначенням їх находження. Разом з наративними джерелами (хроніками, генеалогіями, «книгами лін'яжів») використовував джерела документального характеру — акти дарувань, всілякі грамоти.
За життя видав 33 наукові праці. Найбільшими є праці з історії Франції; французьких кардиналів (завершено сином); французьких святих; пап римських, «Історія королів, герцогів і графів Бургундських і Арля», «Історія державних міністрів з часів короля Роберта», «План опису французького королівства», антикварна праця «Старожитності та дослідження про шляхетність і велич французьких королів» (тут була зібрана історія всього, пов'язаного з королями Франції і їх двором, незалежно від конкретних монархів і династій), історії державних інститутів Франції; історії Британських островів (тут Дюшен вказує про народи як самостійних активних суб'єктів історії та зробив спробу пов'язати історію Англії та Франції, показавши, що своєю славною історією і справжніми успіхами Англія зобов'язана багато в чому походженням своїх мешканців від предків сучасних французів).
Він залишив понад 100 томів рукописів, що зберігаються нині в Національній бібліотеці: історичні документи з історії церкви, акти парламентів, королівської канцелярії, уривки статей, нотаток, коментарів, історичних п'єс, критичне видання «Клюнійська бібліотека».
Видав 10 генеалогічних досліджень аристократичних родин Франції та Фландрії — Шатійон, Ре де Брейль, Ларошфуко, Монморансі, Вержі, графів д'Альбон й дофінів В'єннських; Гіна, Ардра, Гента і Кусі; Дре, Бар-ле-Дюка, Люксембургу, Лімбургу, дю Плессі-Рішельє, Бетюн, Шастене. В результаті в комплексі королівство предстає як сукупність знатних родів, які постають співтворцями історії королівства.
Географічний аспект присутній у багатьох творах Андре Дюшена. Досить докладні географічні описи земель були включені в корпус його генеалогічних праць, причому Дюшен описував історію цих земель ще до заснування роду нинішніх власників, що можна розглядати як свідчення розуміння приналежності Франції землі незалежно від її конкретних власників. Помітне місце зайняла географія в його «Історії Англії, Шотландії та Ірландії» та «Старожитності та дослідження щодо міст, замків тощо усієї Франції».
Значний доробок становить видавницька діяльність. Дюшен друкував джерела та історичні праці з історії Франції давнішніх істориків, праці П. Абеляра, Алена Шартьє, Е. Паск'є, Алкуїна, «Історію дому Люксембургів» Ніколя Він'є.
Також здійснював переклади з латини французькою мовою, насамперед античних авторів та французьких письменників та істориків, що були сучасниками Андре Дюшена. Найвідомішими є сатири Ювенала та трактат з магії Мартина дель Ріо.
Частину з його праць завершив, упорядкував та видав його син Франсуа Дені, що успадкував посаду королівського історіографа.

## Родина
1. Дружина — Сьюзана Судан.
Діти:
- Франсуа Дені (1616—1693), королівський історіограф
- Андре (1619)

2. Дружина — Валентина де Вокорбей.
Діти:
- донька (1636)